# Научная коммуникация в России
К научной коммуникации принято относить явные, организованные и спланированные действия, направленные на передачу научных знаний, методологии, методов и практик в тех случаях, когда существенной частью аудитории являются неспециалисты.
Важно разделять общественную коммуникацию науки (англ. science communication) и профессиональную коммуникацию учёных и обмен информацией об исследованиях и открытиях (англ. scientific communication). В первом случае трактовка шире и исходит из сложившегося в мировой практике понимания научной коммуникации как области, связанной с адаптацией современного научного знания для широкого понимания.
Современная российская коммуникация как дисциплина и практика стала складываться в начале 2010-х годов и включает широкий спектр направлений деятельности: научный PR, научную журналистику, научно-популярные мероприятия, проекты научного волонтёрства (citizen science) и другие формы помощи во взаимодействии между учёными и обществом.

## История

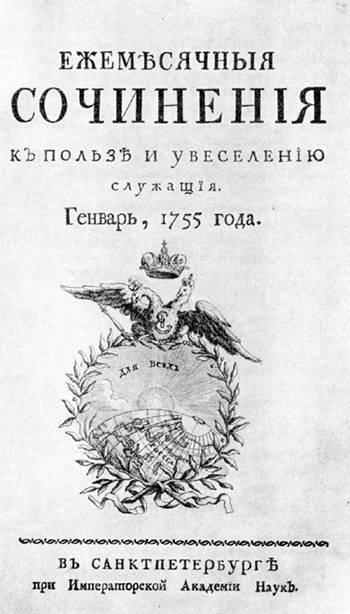
Обложка журнала-приложения к Петербургским ведомостям

### Образование в дореволюционной России
Возникновение науки в современном понимании и научной коммуникации как её неотъемлемой части относят к периоду Нового времени, когда в странах Европы сформировалась так называемая республика учёных — единое пространство общения, которое способствовало распространению научного знания и научных открытий при помощи переписки. С изобретением печатного станка появились новые формы передачи знаний: книги, журналы, листовки и другое. На протяжении последующих столетий эти формы научной коммуникации были основными в том числе и в России.
Становление практик научной коммуникации в России связано с модернизацией страны, начатой Петром I. При нём началось развитие образования по европейскому образцу, были учреждены школы и профессиональные академии, открыт первый в стране общественный музей Кунсткамера, основана Академия наук. Пётр ввёл более простой для изучения гражданский шрифт, обязал переводить и печатать зарубежные учебники, содействуя всеобщему доступу к знаниям. Необходимость в образовании диктовало развитие промышленности: за годы его правления в стране открылось более 200 предприятий, которым требовались технические специалисты. Если за всю историю книгопечатания в допетровской России были изданы всего 1000 книг, среди которых не было ни одной научно-популярной, то только в 1698—1725 годах были напечатаны 650 изданий, в том числе 200 отечественных и переводных книг по вопросам промышленности и техники.
При Петре I была учреждена первая российская печатная газета «Санкт-Петербургские ведомости», к которой выходило научно-популярное приложение «Примечания к ведомостям», освещающее темы науки и техники. В 1755 году, уже после смерти Петра, по инициативе секретаря Академии наук Герхарда Фридриха Миллера был учреждён первый российский научно-популярный журнал «Ежемесячные сочинения, к пользе и увеселению служащие», где публиковались статьи по естественным наукам и экономике, горном деле и промышленности, архитектуре и искусствам. Другим видным популяризатором науки XVIII века был Михаил Ломоносов, который пользовался расположением императорской семьи и содействовал развитию научно-популярной печати, отстаивал право низших сословий на образование, участвовал в работе научных обществ и объединений, писал не только на латыни, но и на русском языке, регулярно выступал с речами. По его инициативе был открыт публичный лекторий, где в образовательных целях и для увеселения аудитории показывали опыты и эксперименты.
Если в XVIII веке научная коммуникация носила прикладной характер и была направлена, главным образом, на популяризацию новых методов в промышленности и сельском хозяйстве, в XIX веке выросло значение социальных и гуманитарных наук. Видные публицисты Николай Чернышевский и Александр Герцен, влиятельный критик Виссарион Белинский и другие авторы поднимали в своих работах темы справедливого социального устройства, распространяли современные материалистические взгляды на государство и общество. Параллельно продолжалась традиция коммуникации в области естественных наук, в которой увеличилась роль университетов и научных обществ в губернских городах. Популяризаторскую деятельности вели многие именитые учёные, такие как Иван Сеченов, Илья Мечников и Дмитрий Менделеев. Усилиями просветителей XIX века научная коммуникация стала частью прогрессивной культуры, её аудитория пополнилась себя разночинцев, а усилиями комитетов грамотности и движения народников научные знания распространялись среди крестьянства. Расцвет научных журналов пришёлся на начало XX века, как тематических, ориентированных на самообразование, так и универсальных, посвящённых различным областям знания.

### Пропаганда науки в Советском Союзе

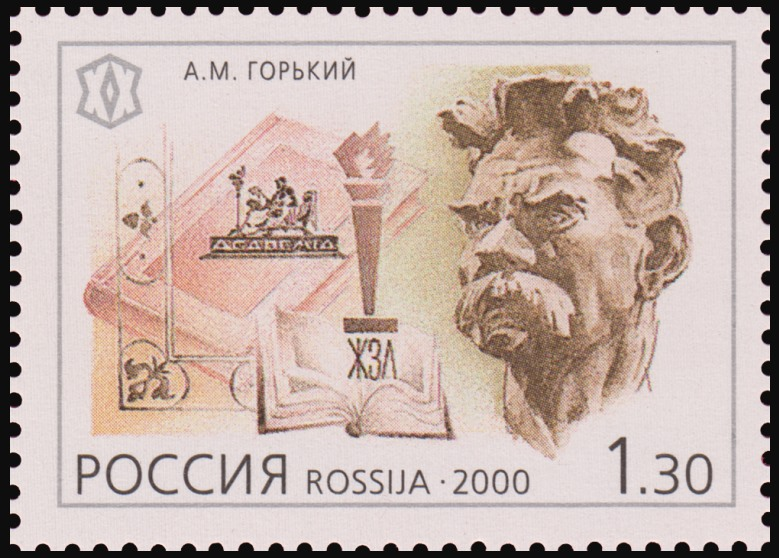
Российская марка 2000 года в честь Максима Горького и серии ЖЗЛ

В раннем Советском Союзе популяризация науки стала частью программы по ликвидации безграмотности, составляющей единой культурной политики. Власти поощряли знание основ науки и техники, самообразование и повышение квалификации, а Конституция гарантировала советским гражданам свободу научного технического и культурного творчества. В годы первых пятилеток популяризация развивалась в одном темпе с ростом промышленности, научные достижения быстро находили применение в повседневной жизни, способствуя ещё большему интересу к науке. Среди множества людей, которые внесли большой вклад в популяризацию науки в первые десятилетия советской власти, можно выделить Максима Горького, который возобновил серию «Жизнь замечательных людей», и Якова Перельмана, создавшего в СССР жанр занимательной науки. За 1926—1962 год книги Перельмана «Занимательная физика», «Занимательная авиация», «Занимательная минералогия» и другие, а также его учебные руководства были изданы 397 раз общим тиражом около 12 млн экземпляров. Они широко использовались и как образовательный материал, и в качестве развлечения для далёких от науки читателей.
Большое значение технологического прогресса для советской власти привело к росту популярности образования и работы в науке. К 1977 году, когда престиж профессиональной деятельности учёных достиг пика, каждый шестой гражданин СССР имел высшее или среднее образование, а в среде пролетариата — каждый восьмой. За полвека с 1930-х по 1980-е годы численность учёных в СССР удваивалась каждые 6—7 лет, и к концу этого периода составило 4 % от всех занятых в народном хозяйстве. В советских академических институтах и НИИ трудилось около трети всех научных работников мира. Выпуск научно-популярной литературы в конце 1940-х составлял менее 13 млн экземпляров, а к 1981 году достиг 83,2 млн в 2451 наименовании. В 1980-х годах каждая 20-я книга в СССР была научно-популярной, фильмы и передачи о науке и технике занимали заметную часть телеэфира, демонстрировались в кинотеатрах, транслировались на радио. Однако научно-популярные издания в СССР характеризовались отсутствием критического журналистского взгляда на науку и общество, они зачастую становились рупором для нью-эйдж и других течений. Эти увлечения советской интеллигенции заложили фундамент популярности оккультизма в постперестроечной России.
Важнейшим институтом популяризации науки в СССР стало созданное в 1947 году Всесоюзное общество по распространению политических и научных знаний (с 1963 — общество «Знание»). В число его учредителей вошли научные академии СССР и союзных республик, университеты, научные общества и Министерство образования СССР, а первым председателем стал президент Академии наук СССР и видный популяризатор науки Сергей Вавилов. Под управление общества перешли почти все просветительские объединения, детские и подростковые кружки страны. С 1948 года начал работать Совет по научно-популярной и научно-художественной литературе, который координировал работу всех профильных издательств. При значительной государственной поддержке Общество выстроило сеть районных и городских отделений и первичных организаций в вузах, научных институтах, общественных и государственных учреждениях, на заводах и фабриках, в совхозах и колхозах. «Знание» развивалось в русле общемировой тенденции непрерывного образования, сыграло большую роль в повышении культурного и образовательного уровня советских граждан и подарило стране видных популяризаторов науки.
Вместе с тем его деятельность не была лишена недостатков. Если на момент создания пятую часть его членов составляли академики, треть — доктора наук, и более четверти — кандидаты, то на 1987 год девять из десяти членов общества «Знание РСФСР» не имели учёных степеней. Непосредственное руководство деятельностью «Знания» осуществлял отдел агитации и пропаганды ВКП(б) (с 1952 года — КПСС), который требовал обязательного проведения лекций на общественно-политические темы, доля которых к 1983 году достигла 62 % от общего числа. По данным социологических исследований 1960-х годов, пропаганда отвращала от мероприятий «Знания» часть аудитории, в первую очередь молодёжь, и в последние декады советской власти ситуация только усугублялась.

### Популяризация в Российской Федерации

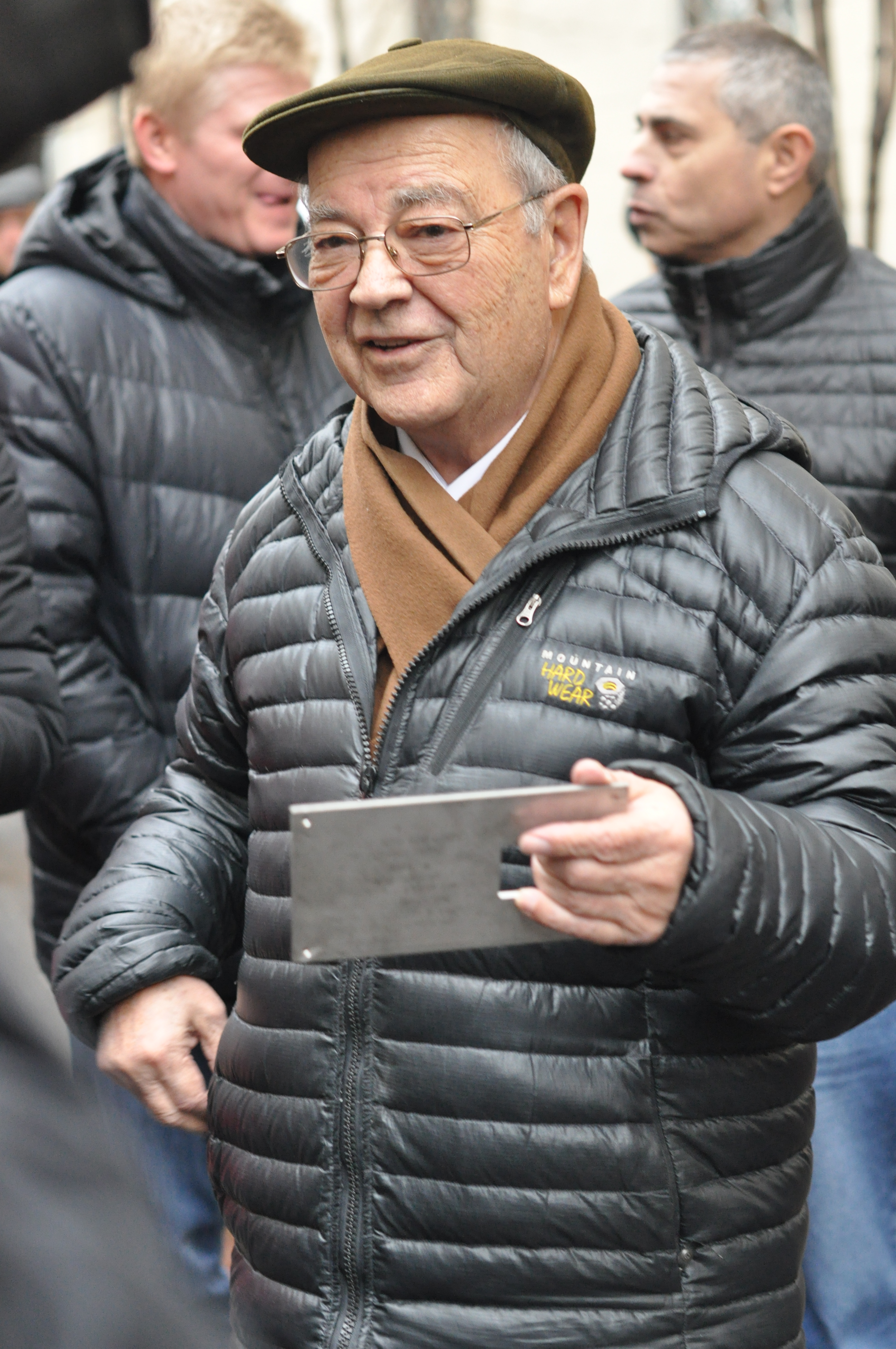
Дмитрий Зимин на акции «Последний адрес» в Москве

Распад СССР имел далеко идущие последствия для сферы науки. Доля расходов на научную деятельность в бюджете сократилась с 7,3 % в 1990 году до 2,4 % в 1995-м. Научные учреждения были вынуждены отправлять сотрудников в неоплачиваемый отпуск. Средний заработок учёного опустился ниже оплаты неквалифицированного труда. Многие учёные ушли из профессии, большая часть эмигрировала. К 2005 году, по оценке Министерства образования, число занятых в науке снизилось на 40 % относительно уровня 1990-х годов. Всего в 1989—2004 годах из страны навсегда уехали 25 тысяч учёных, ещё 30 тысяч на 2004 год работали за границей по срочным контрактам.
Социально-экономический кризис затронул и сферу научной коммуникации. Просветительская инфраструктура была разрушена, просветительские общества перестали существовать, значительно сократился выпуск научно-популярных книг, журналов, телепередач. Возвращение широкой популяризации началось в начале 2000-х годов. Одним из первых акторов, поддержавших интерес к науке, стал предприниматель и филантроп Дмитрий Зимин, основавший в 2001 году фонд «Династия». Он частично финансировал науку и популяризацию, оказывал грантовую поддержку книгоиздателям, научным фестивалям, лекторам и музеям. Изначально фонд привлекал к популяризации иностранных учёных и переводил их книги, со временем в популяризацию включились российские специалисты. Примеру Зимина последовали другие частные инвесторы, их финансирование способствовало становлению различных научно-популярных мероприятий.
К этому времени в стране начали работу новые научные издания, научные редакции и разделы появились во многих информационно-развлекательных СМИ, таких как научные редакции «РИА Новости», «Газета.Ru» и «Лента.ру», «Радио «Свобода»», ТАСС, «Сноб», «Афиша» и другие. В 2013 году Федеральное агентство научных организаций спустило научным институтам указание публиковать информацию о своих достижениях в СМИ. Тогда же Правительство России приняло федеральную целевую программу «Исследования и разработки по приоритетным направлениям развития научно-технологического комплекса России на 2014—2020 гг.», которая предусматривала поддержку и развитие форм научной коммуникации и популяризации науки. На эти средства, например, ТАСС запустил научный проект «Чердак», просуществовавший до 2019 года.
В 2014 году в рамках «Коммуникационной лаборатории» Российской венчурной компании (Коммлаб) впервые официально прозвучала формулировка «научный коммуникатор» в отношении специалистов по внешним коммуникациям и связям с общественностью в научных и научно-образовательных учреждениях, и были сделаны первые шаги в направлении формирования профессионального сообщества.

## Проблемы

### Язык научной коммуникации
Исторически в России, как и других странах Европы, универсальным языком внутренней научной коммуникации служила латынь. В XVIII веке она была основным языком научных работ и переписки, а русский язык находил применение в трудах, ориентированных на широкую публику. В XIX веке использование русского расширилось, а в силу укоренившихся культурных и научных связей распространились немецкий и французский языки. Российские учёные регулярно посещали европейские университеты, печатались в иностранных журналах, участвовали в конференциях и других мероприятиях. Первая мировая война затруднила отправку статей в иностранные журналы, что способствовало увеличению числа русскоязычных журналов, развитию научных обществ. После революции, с установлением НЭПа наука стала элементом престижа новой советской власти, и на непродолжительное время научные контакты восстановились, но параллельно в научном сообществе развивались идеи самодостаточности советской науки. Одновременно с тем множилось число студентов, которые поступили в университете по классовому набору и не владели иностранными языками. В 1930-х годах в разных частях Советского Союза развернулась общественная кампания против учёных, которые в своей работе ориентировались на мировое научное сообщество, которая постепенно перетекла в период большого террора, когда любые иностранные контакты стали опасными для деятелей науки.
Идеи самоизоляции и ксенофобии в науке окончательно закрепились после Второй Мировой войны. С 1947 года под запрет попали издания Академии наук СССР на иностранных языках, торговля иноязычными букинистическими изданиями, включение иностранных авторов в списки использованной литературы и публикация статей на иностранных языках и в иностранных научных журналах. Жёсткие запреты действовали менее 10 лет, но имели далеко идущие последствия. Несмотря на стремительное развитие советской науки, отказ от научной коммуникации с коллегами из других стран привёл к ослаблению многих научных направлений и низкой цитируемости, которая даже в годы расцвета советской науки в 1960-х и 1970-х годах не превышала 4 % от общемировой против 55 % для научных публикаций на английском языке. При этом западный подход к научной коммуникации, в первую очередь представленный учёными из англоязычных стран и основанный на открытом доступе к знаниям, привёл к формированию единой англоязычной научной среды, ставшем новым универсальным языком научной коммуникации. Следствие этого — распространённая в старшем российском научном сообществе идея культурной специфики и необходимости избежать влияния западных научных трендов.

### Распространение лженауки
Широкое распространение лженаучные идеи получили задолго до современного периода. Ещё в начале XX века на фоне бума издательского дела и роста числа научно-популярных журналов распространилась периодика на темы оккультизма, спиритизма и других сверхъестественных практик, которая маскировалась под научные издания.
В советский период антинаучные воззрения распространялись уже не в частном порядке, а через официальную науку. Так в 1960-х годах на советском телевидении вышли несколько документальных фильмов, посвящённых невероятным возможностям гипноза, практическому применению телепатии и телекинеза. Популярность сочетания научного с ненаучным высмеивает, например, сатирический тележурнал «Фитиль», героем одного из выпуска которого стал экстрасенс, взимавший с посетителей дополнительную плату, поскольку «работал на полупроводниках». Издания о паранормальном выходили в советской печати параллельно с традиционными научно-популярными журналами, а также распространялись самиздатом, что способствовало росту доверия к ним. В 1970-х годах советский телезритель благодаря официальному телевидению познакомился с йогой, и несмотря на то, что вскоре йогические практики попали под запрет как противоречащие советскому мировоззрению, в массовой культуре сформировался образ йога как обладателя сверхъестественных способностей. Это привело к формированию сект, которые мимикрировали под физкультурные кружки: примером такого объединения может служить секта «ивановцев», которую возглавил Порфирий Иванов, автор «системы естественного оздоровления».
Уже позднее после распада СССР и финансового упадка в официальной науке широкую известность получили экстрасенсы и лжеучёные, которые выступали на телевидении и имели большое влияние на суеверных политиков (Анатолий Кашпировский, Юрий Горный, Виктор Петрик). Для их разоблачения в 1997 году по инициативе академика Виталия Гинзбурга в структуре Российской академии наук была создана Комиссия по борьбе с лженаукой, которая взяла на себя задачу по популяризации научных знаний и разоблачению мошенников от науки и лжеучёных.

## Современное состояние
Современное понятие научной коммуникации включает широкий спектр направлений деятельности: научный PR, научную журналистику, научно-популярные мероприятия, проекты научного волонтёрства и другие формы помощи во взаимодействии между учёными и обществом.

### Образовательные программы

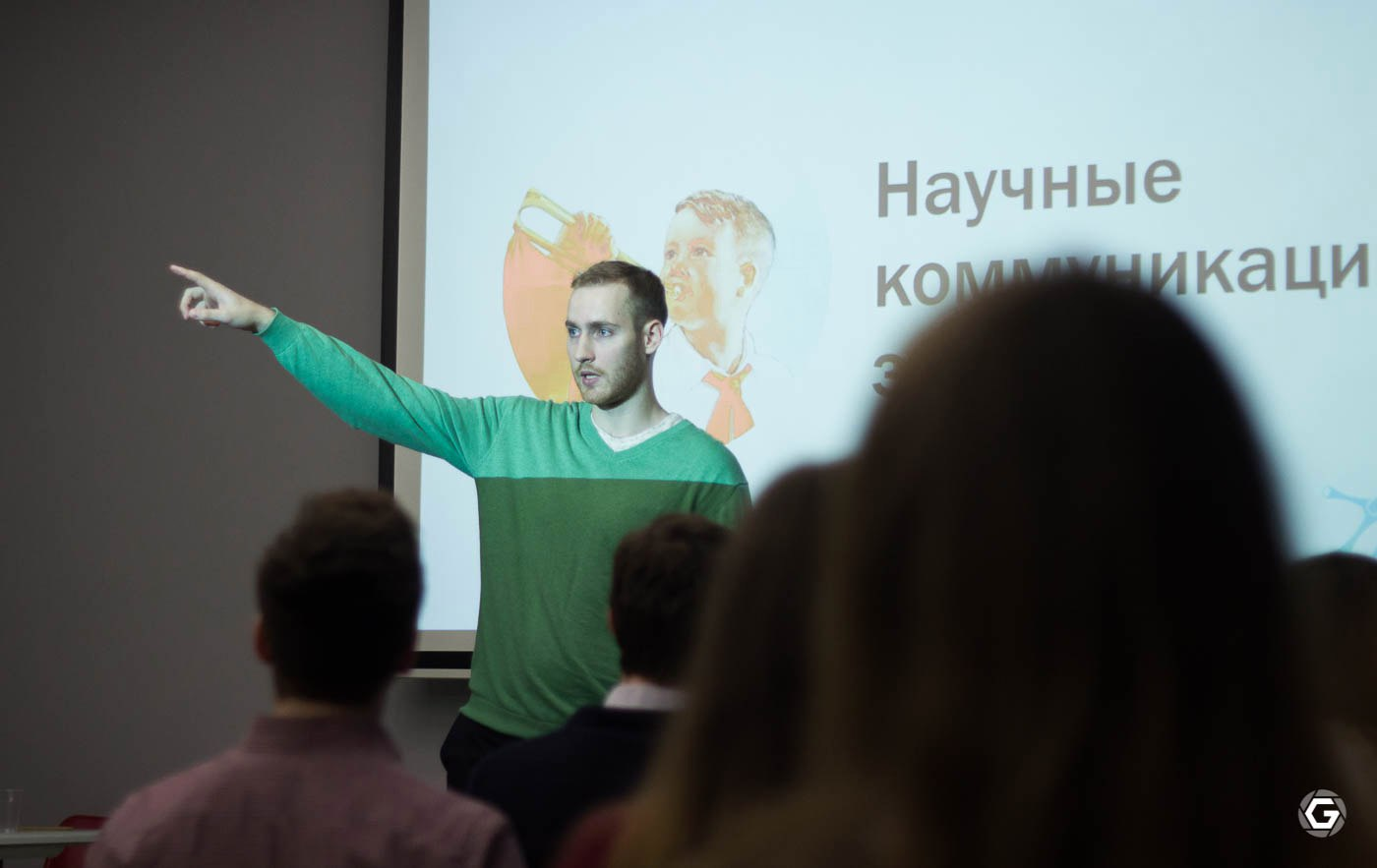
Дмитрий Мальков, первый директор Центра научной коммуникации Университета ИТМО

Развитием высшего и профессионального образования в сфере научной коммуникации с 2015 года занимается Центр научной коммуникации Университета ИТМО. В 2016 году в университете были запущены первая в России профильная магистерская программа по научной коммуникации и первый онлайн-курс на платформе «Лекториум».
В 2015 году при поддержке проекта «Коммуникационная лаборатория» была запущена бакалаврская программа по научной коммуникации в Московском политехе и прекратила свою работу.
В 2018 году магистратура по научному PR и продвижению научно-технического продукта открылась на кафедре связей с общественностью Санкт-Петербургского политехнического университета Петра Великого.

### Корпоративная научная коммуникация
Система научной коммуникации в университетах и научных институтах практически отсутствовала до начала 2010-х годов, поскольку учреждения в их постсоветском формате не имели финансирования для такого рода деятельности, а существовавшая система отчётности не предполагала ни материальной, ни репутационной выгоды от системной коммуникационной работы. С современными моделями корпоративной научной коммуникацией российское научное сообщество познакомилось в начале 2000-х годов, и в дальнейшем их внедрению на практике способствовал ряд государственных и около-государственных инициатив. Так, в 2013 году был дан старт «Проекту 5-100» — инициативе повышения конкурентоспособности российских вузов, частью KPI которых было создание эффективного аппарата коммуникации, то есть пресс-службы. Одновременно с этим началась реформа РАН, после которой академия перешла под контроль Федерального агентства научных организаций (ФАНО), которое требовало от институтов эффективности. Вместе с Российским научным фондом (РНФ) они стимулировали исследовательскую и коммуникационную конкуренцию.
В 2014-м Российская венчурная компания запустила проект «Коммуникационная лаборатория» (Коммлаб), задачей которой было помочь образовательным и научным организациям эффективно взаимодействовать. Коммлаб занялся развитием образовательных инициатив, организацией нетворкинга для научных журналистов и специалистов по научной коммуникации. В 2015 году в рамках проекта была запущена «Открытая наука» — первая русскоязычная система дистрибуции научных новостей (пресс-релизов) по образу Alphagalileo и EurekAlert!. По данным исследования, проведённого РВК и Ассоциацией коммуникаторов в сфере образования и науки (АКСОН), наиболее успешными в адаптации современных практик научной коммуникации стали университеты, входящие в первую сотню национальных рейтингов. Так, профильные коммуникационные подразделения были организованы в 92 % вузов первой сотни (против 21 % вне её), более 80 % активно работали со СМИ, вели социальные сети и выпускали корпоративные издания

### Научные музеи

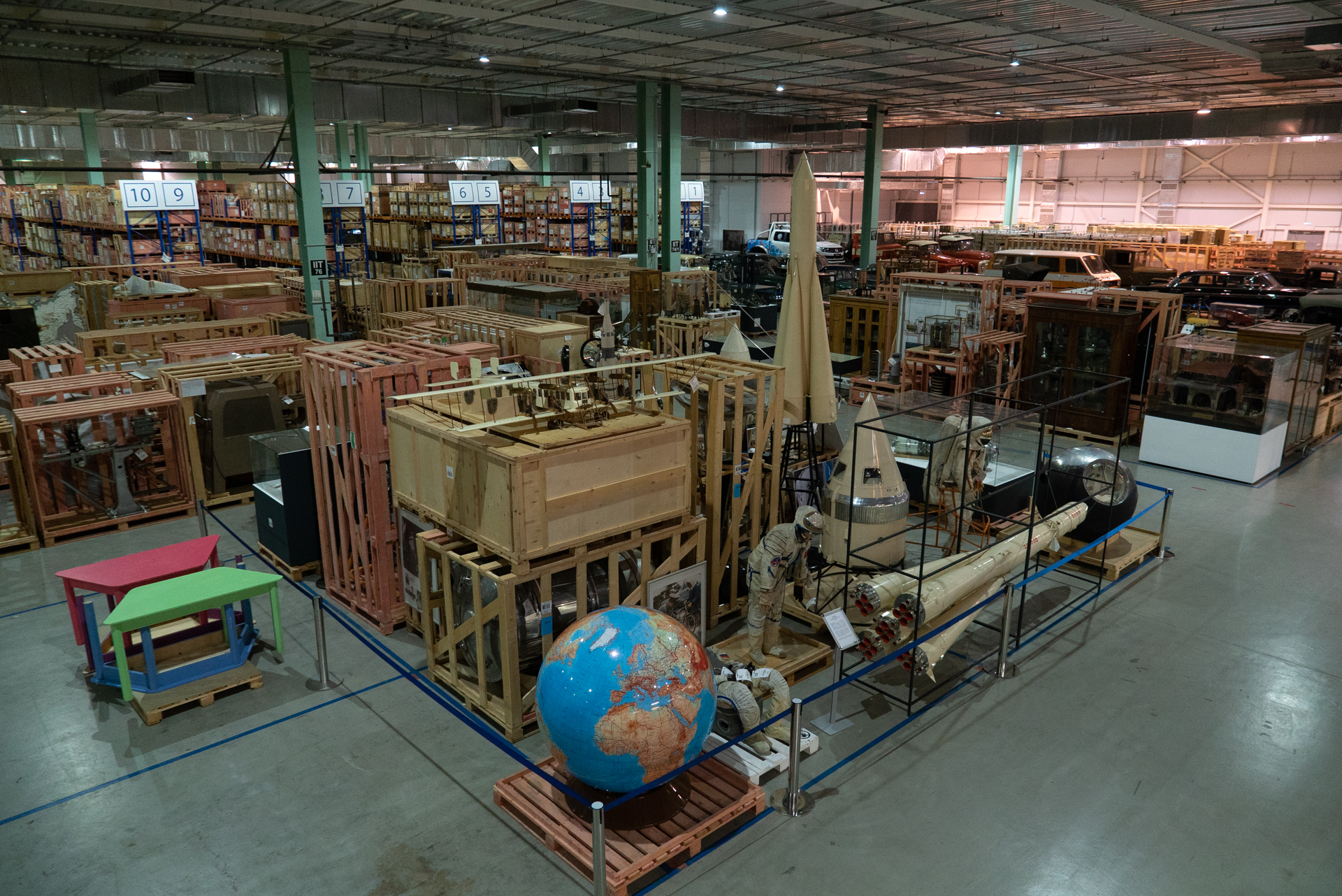
Коллекция Политехнического музея на хранении в технополисе «Москва»

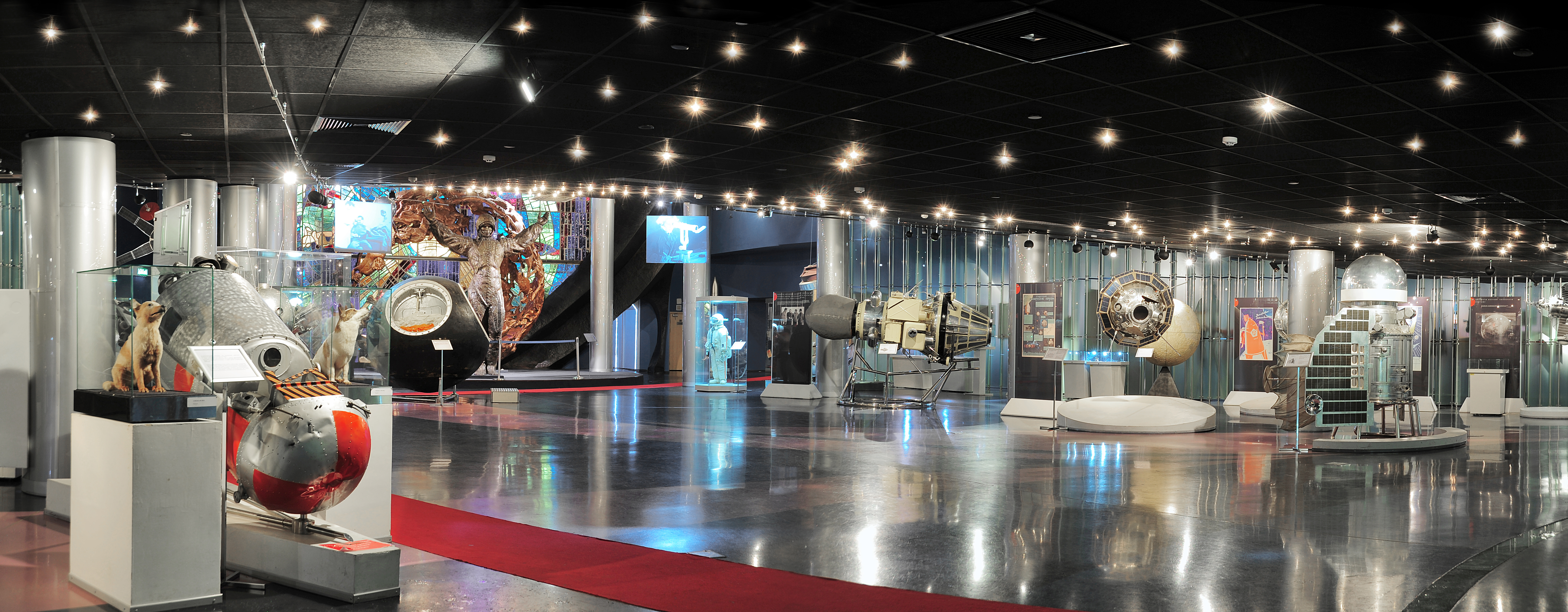
Мемориальный зал Музея космонавтики

На конец 2010-х годов в России работало 245 музеев естествознания и около 100 научных и технологических музеев, в том числе около 50 аэрокосмических. При этом их экспозиция, методические основы и инфраструктура, как правило, не менялись с советских времён. Примером создания современного музея на основе традиционного могут служить петербургский Центральный музей связи имени Попова, московские Музей космонавтики и Политехнический музей, открытие которого после реконструкции запланировано на начало 2021 года.
Фонд «Династия» также значительно помог музейной сфере: с 2006 по 2014 год он выделил 8 грантов региональным научным музеям на общую сумму 150 млн рублей, профинансировав порядка 90 проектов, также предоставил возможность 30 региональным музейным директорам пройти стажировку в варшавском Центре наук «Коперник».
Параллельно с государственными музеями начали открываться частные «научные парки», ориентированные в первую очередь на детей и эффективность экспериментов. Они зависимы от спонсоров и в большей степени открыты изменениям. Так построенный с нуля «Ньютонпарк» в Красноярске стал центром научной популяризации в регионе.

### Деятельность просветителей
В ранние годы советской власти у видных учёных, работы которых имели ключевое значение для престижа страны, зачастую не было возможности публично о них рассказывать из-за тотальной секретности. Во второй половине XX века наука заняла значимое положение в советском обществе, учёные стали одним из высших классов, а работа в науке — социальным лифтом. Одновременно с тем высокое положение академической науки способствовало замкнутости и кастовости, и публичная деятельность рассматривалась как недостойное занятие для крупного учёного. Так видному просветителю Сергею Капице его работа над научно-популярной передачей «Очевидное — невероятное» стоила академической карьеры: публичность была расценена как самореклама, что закрыло ему путь в Академию наук СССР.
Подобные настроения сохранялись среди старого поколения учёных в современной России, и только в 2010-х годах преимущественно новое поколение стало выделять своё время на просветительскую деятельность — лекции, публикации в массовых изданиях, публикацию научно-популярных книг, участие в телепрограммах или «научных боях» типа Science Slam. В последнее время научная коммуникация становится прямым обязательством для учёных, занимающихся разработкам на грантовые деньги или работающих в рамках НИОКР.
Следует отметить одно из системных искажений современного сообщества просветителей: большинство из них вышло из области естественных науки и потому отличается выраженным сциентизмом. Несмотря на это, персональная деятельность учёных эффективна и популярна среди аудитории: это могут быть публичные выступления, комментарии в СМИ, выпуск научно-популярной литературы разного формата, запись роликов и подкастов и другое. Множество видных популяризаторов награждены за свою деятельность премиями «Просветитель» и «За верность науке» (с 2015 года вручается журналистам, учёным и общественным деятелям, внёсшим значительный вклад в популяризацию российской науки).
| - Создатель проекта «Зануда» Виталий Васянович - Популяризатор космоса, «Зелёный кот» Виталий Егоров - Алексей Куприянов преподаёт социологию науки - Первый набор магистрантов научной коммуникации |

### Научная журналистика
В советский период журналы играли большую роль в популяризации науки, но крах подписной модели после распада СССР и падения интереса к науке и технике на фоне социально-экономических неурядиц привели к сокращению тиражей традиционных изданий в сотни раз. Многие издания прекратили существования, совсем немногие сохранились, значительно потеряв в аудитории — «Наука и жизнь», «Химия и жизнь», «Техника — молодёжи» и другие. Современная научная журналистика представлена в России различными изданиями: есть и традиционные научные журналы, и научно-популярные издания с широкой аудиторией и современными интернет-проектами, в основе которых новые формы подачи контента и механики edutainment.
В 2000-х сложился формат научно-популярного издания с более развлекательной подачей материала и ориентацией на коммерческую самостоятельность такие как «Популярная механика» и National Geographic. Если авторами традиционных изданий обычно являлись люди из научной среды, то в научно-популярной журналистике выросла доля профессиональных журналистов. Параллельно начали работу издания, которые отвечали потребности учёных в профессиональном диалоге о развитии сферы науки и сочетали научную и общественно-политическую тематику — «Троицкий вариант — Наука» и, например, Полит.ру. В середине 2000-х к развитию научной журналистики обратилось государство: в 2005 году при поддержке Федерального агентства по науке и инновациям и Минобрнауки начало работать электронное издание «Наука и технологии Российской Федерации».
С развитием интернета широкое распространение получили научные медиа нового формата, которые активно заимствуют лучшие практики современной журналистики и используют новые методы подачи контента — подкасты и видеолекции, короткие материалы, интерактив: «ПостНаука», 4brain, «Кот Шредингера», Naked Science, N+1, XX2 век, Rosnauka.ru, «Чердак» (сейчас его продолжает «ТАСС Наука»), «Наука XXI век», «Биомолекула», НаукаPRO и научные разделы популярных общественно-политических изданий («Литературная газета», «Известия», «Парламентская газета», «Российская газета», «Газета.ру», «Лента.ру», «Полит.ру» в истоках и многие другие). Этот формат научных медиа оказался востребованным не только у российской, но и иностранной аудитории. Так, в 2016-м запустился проект — nmas1, версия российского интернет-проекта N+1 на испанском языке.

### Мероприятия

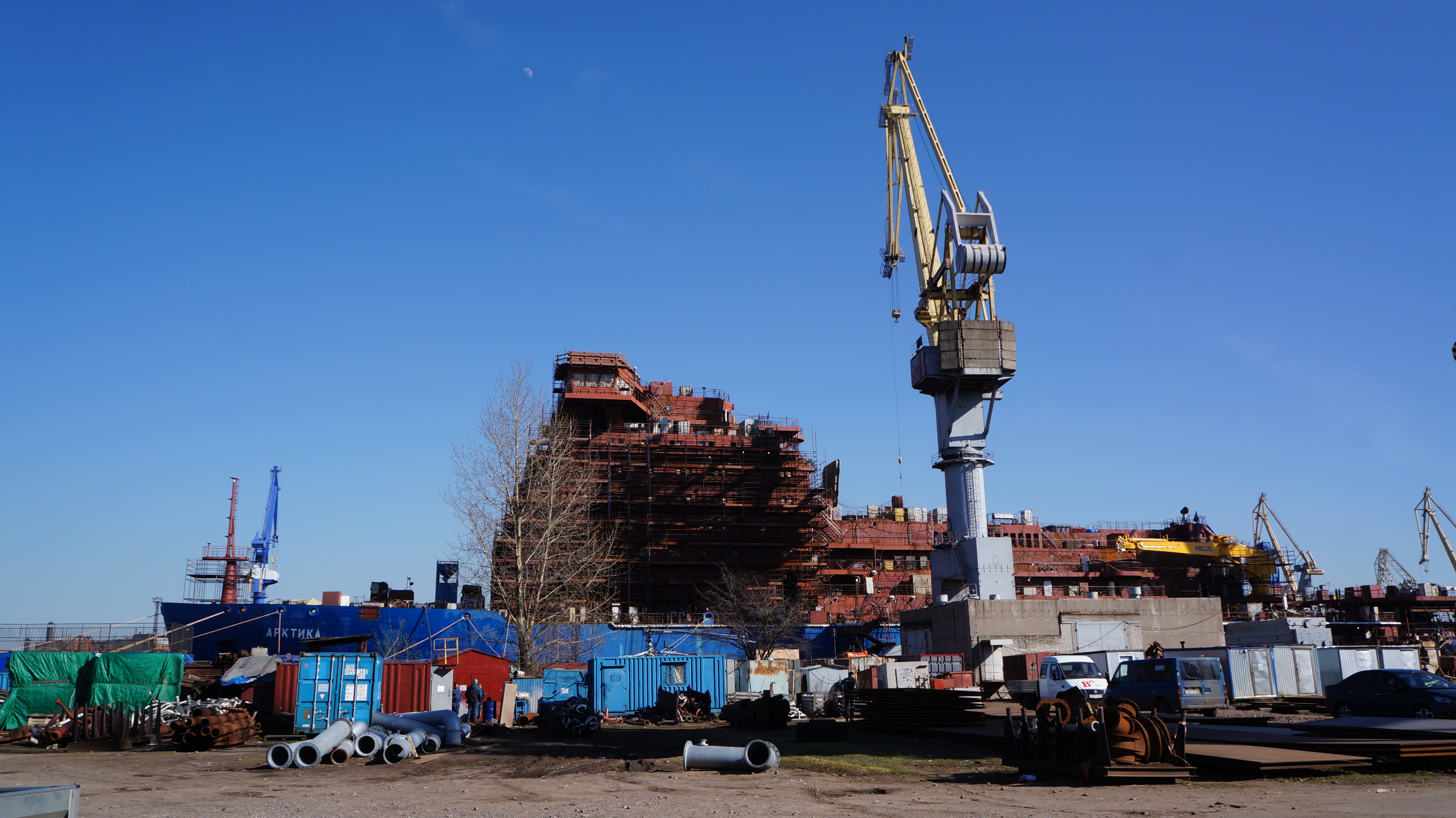
Ледокол «Арктика» на причале Балтийского завода

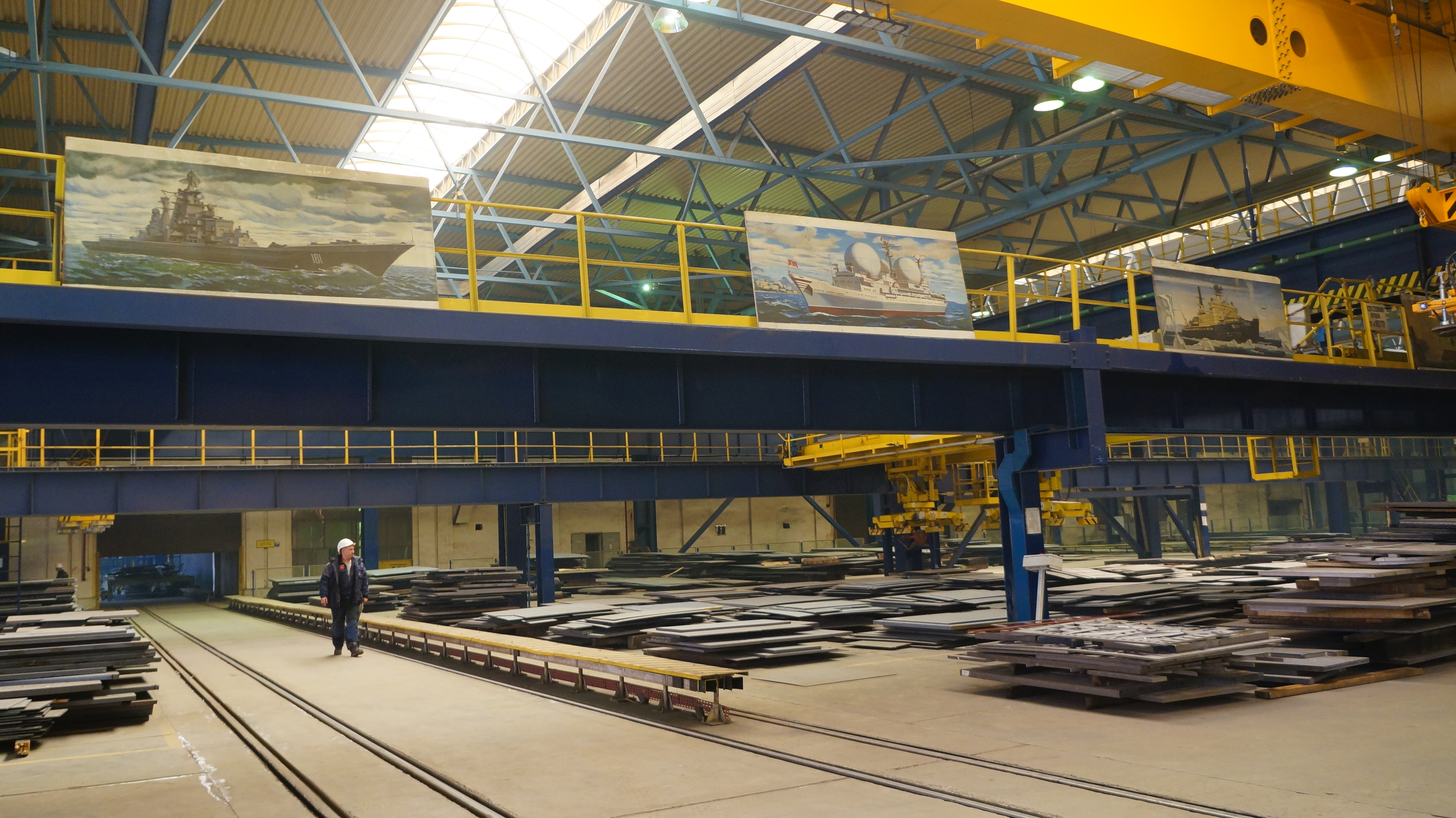
Внутри цеха Балтийского завода

Формат научно-популярных лекций как основного способа популяризации науки сложился в советское время, главным образом, благодаря деятельности общества «Знание». Этот период многие учёные старшего поколения считают золотым веком популяризации науки. Спад лекционной работы начался в 1990-х годах, а в середине 2000-х начали появляться новые форматы научных мероприятий, заимствованные или самостоятельно придуманные, имеющие меньший охват, но большее разнообразие.
С 2009 года в разных городах России проходят TEDx — конференции в стиле TED. В начале 2010-х Россию и получил популярность формат научных встреч и соревновательных стендапов вне университетских аудиторий — в кафе, барах и пабах («Научные бои», Science Slam, Stand-up Science). Среди других необычных форматов: «Суды над супергероями», в ходе которого учёные в роли прокурора и защитника обсуждают возможность существования суперспособностей с точки зрения современной науки, совместный просмотр научно-фантастических кинофильмов с комментариями приглашённого учёного «Кино с доцентом», который организовал в Красноярске один из пионеров современной научной коммуникации Егор Задереев, экскурсии на закрытые научные объекты, как ЛАЭС и Балтийский кораблестроительный завод, которые организует Информационный центр по атомной энергии, и многое другое, ежегодно проходят научно-популярные выставки и фестивали (Наука 0+, Geek Picnic, «Старкон», «Пулковский меридиан», «Собака Павлова»), которые пользуются популярности у массовой аудитории. Основу фестивалей заложил проект «Наука 0+», которые ещё в 2006 году организовали совместно с МГУ первое мероприятие, посетившее более 20 тыс. человек, охват фестиваля в 2017-м оценили уже в 2,5 млн посетителей.

### Нон-фикшн и книгоиздание
В 1990-е годы в России интерес к научно-популярной литературе значительно снизился. Так, тираж советских изданий «Наука и жизнь» и «Вокруг света» составлял 3,4 и 3 млн экземпляров соответственно, в то время как в 2000-е выходило по 0,044 и 0,25 миллиона. Развитие качественной нон-фикшен литературы в 2000-е годы во многом связано с фондом «Династия» Дмитрия Зимина. Помимо этого, в 2003 году в стране было создано первое специализирующееся на научно-популярной литературе издательство — «КоЛибри».
Начиная с 2010-х интерес к научно-популярной литературе в России значительно вырос. В 2011-м по лицензии Би-би-си в стране стали выпускать журнал «Наука в фокусе», появились и другие новые журналы, как «Популярная механика». Одновременно с этим продолжали существовать советские научно-популярные издания «Наука и жизнь» и «Знание — сила». В это же время всё больше издательств начинают ориентироваться исключительно или преимущественно на рынок научно-популярной литературы: «Альпина нон-фикшн», «Эксмо», «Новое литературное обозрение», «Corpus», «Питер», «МИФ», «Ad Marginem», они печатаются при поддержке фондов «Династия» и «Траектория». Массовый читательский интерес стали вызывать книги учёных-популяризаторов вроде Александра Маркова, Аси Казанцевой, Александра Панчина, Станислава Дробышевского, Михаила Никитина, Александра Соколова. Большую роль в распространении литературы сыграла набирающая популярность ежегодная Международная ярмарка интеллектуальной литературы Non/fiction.
В 2015 году фонд «Династия» учредил премию «Просветитель», присуждаемую лучшим научно-популярным книгам на русском языке. До этого момента специализированной наградой за научно-литературные труды являлась Премия Андрея Белого, которая присуждалась только за работы в гуманитарной сфере. Отличительной особенностью премии «Просветитель» стало значительное материальное вознаграждение в 720 тыс. рублей, а также помощь фонда в широком распространении призовых работ. В разное время премию получали Владимир Успенский за «Апологию математики», Владимир Плунгян за книгу «Почему языки такие разные», написавший «1000 лет озарений» Сергей Иванов, медиевисты Сергей Зотов, Михаил Майзульс и Дильшат Харман — авторы книги «Страдающее Средневековье», биолог Сергей Ястребов за книгу «От атомов к древу: Введение в современную науку о жизни», и многие другие. Несмотря на закрытие «Династии» в 2016-м, предприниматель и филантроп Дмитрий Зимин продолжает финансировать премию. В это же время печатные проекты «Династии» были переданы в созданный фонд «Эволюция», продолживший традицию развития научно-популярной литературы в России. Так, в 2019 году лауреатами премии стали Пётр Талантов за книгу «0,05. Доказательная медицина. От магии до поисков бессмертия» и Елена Осокина за труд «Алхимия советской индустриализации. Время Торгсина».
Начиная с 2018 года продажи нон-фикшен литературы резко возросли: по данным департамента прикладной литературы «АСТ Nonfiction» — на 18,5 %, почти в два раза опередив по темпам как художественную, так и детскую литературу. В общей структуре продаж издательства «Эксмо-АСТ» доля научно-популярной литературы составила 24 %. Особой популярностью у читателей пользовались работы по медицине, психологии, точным и естественным наукам. Схожая тенденция наблюдалась и у другого ведущего издательства «Азбука-Аттикус», где процент продаж нон-фикшен трудов составил около 14 %, по сравнению с 10 % книг для детей и художественной литературы. У издательской группы «Альпина» рост продаж составил 34 %. Подобный тренд наблюдается и в онлайн формате. Так, в 2018-м, «ЛитРес» продал научно-популярной литературы на 68 % больше. Причиной востребованности является возросшее качество и разнообразие нон-фикшен литературы, активная деятельность издательств, а также растущая потребность читателей в качественных трудах, которым можно доверять в условиях инфопотока. В 2020-м издательства отмечают рост продаж книг об эпидемиях и болезнях из-за пандемии COVID-19.

### Научно-популярное телевидение
Формирование формата научно-популярного телевидения в Советском Союзе пришлось на вторую половину XX века, хотя первые киножурналы, такие как «Наука и техника» и «Новости сельского хозяйства» появились ещё в 1949—1950 годах. Большую популярность приобрели циклы телепередач «Учёные на экране», тележурнал «Знание», начали работу специализированные образовательные телеканалы. В 1956-м запустилась Главная редакция научно-популярных и образовательных программ (с 1988 года — Главная редакция научно-популярных и просветительских программ, с 1991 по 1996 год — Студия научно-популярных и просветительских программ), из которой вышли телепередачи «Очевидное — невероятное», «Клуб путешественников» и «В мире животных».
После распада СССР финансирование научно-популярного телевидения сократилось, вместе с коммерциализацией телеэфира это привело к закрытию одних передач и изменению домашнего канала для других. К концу 1990-х в российском телеэфире на осталось ни одной передачи, рассчитанной на образование детей и молодёжи. Только в начале 2000-х начала формироваться новая модель научно-популярного телевидения, представленная специализированными телеканалами «Культура», «24 Doc», «Наука 2.0», «Russian Travel Guide», «Живая планета», «Первый образовательный» и другие, а также научно-популярными программами в эфире информационно-развлекательных телеканалов «Россия-1», «Первый», «СТС». Наконец, в современный период большая роль в публикации научно-популярного видео-контента отошла интернету, в первую очередь видеохостингу Youtube. При этом существует интеграция авторских интернет-передач на телевидение. Так, популярная на Youtube натуралистка и ведущая передачи «Всё как у зверей» Евгения Тимонова сделала серию роликов для канала «Живая планета».

### Профессиональные объединения
С 2016 года в России действует Ассоциация коммуникаторов в сфере образования и науки (АКСОН) — добровольное объединение научных журналистов и коммуникационных специалистов в научных и научно-образовательных учреждениях. Декларируемая цель ассоциации — развитие сферы научной коммуникации в стране, укрепление профессиональных связей, интеграцию российского сообщества коммуникаторов в международные объединения. Изначально АКСОН руководила Елена Брандт, возглавлявшая пресс-службу Физтеха, в 2017 году президентом ассоциации была избрана Александра Борисова, бывшая руководительница пресс-службы Физтеха и научно-популярного портала «Чердак» (ТАСС). Следующим президентом АКСОН стала избранная в 2021 году Ольга Добровидова. С 2017 года АКСОН ежегодно проводит Российский форум по научной коммуникации и вручает учреждённую совместно с РВК премию «Коммуникационная лаборатория» за лучшие практики коммуникации в университетах и НИИ. С 2019 года (изначально совместно с Фондом инфраструктурных и образовательных программ (группа Роснано), с 2021 года — с Merck) ассоциация вручает премию «Научный журналист года», которая является российским этапом международного конкурса European Science Journalist of the Year. Победитель премии 2020 года, журналистка из Санкт-Петербурга Мария Пази, впервые в российской истории стала победителем этого престижного европейского конкурса. АКСОН также представляет Россию во Всемирной федерации научных журналистов (World Federation of Science Journalists, WFSJ) и является соучредителем Европейской федерации научных журналистов (European Federation for Science Journalism, EFSJ). В октябре 2020 года при поддержке Фонда президентских грантов ассоциация запустила первую российскую платформу проектов научного волонтёрства «Люди науки», в 2021-м он получил премию «За верность науке» как лучший онлайн-проект.

### Правовое регулирование
Формально в России отсутствует развитая правовая база в сфере научной коммуникации, однако некоторые элементы регулирования этой сферы введены в Стратегию научно-технологического развития (СНТР) в декабре 2016 года. В частности, в ней предписывается создать условия для развития наукоёмкого бизнеса, реализовать информационную политику, которая поможет популярно доносить до населения результаты исследований и формировать запросы на них, включать науку в государственную повестку и продвигать её, развивать механизм научной дипломатии и многое другое.